# Säsong 3 av Farmen
Den tredje säsongen av Farmen spelades återigen in på Sotbo i Norn, Hedemora kommun i Dalarna. Ny programledare denna säsongen blev Linda Isaksson som ersatte Hans Fahlén.
Säsongen sändes på TV4 mellan 15 september och 21 november 2003 med programtiderna 19:30 på måndagar till torsdagar, samt 21:20 på fredagar.
I den fjärde säsongen av Farmen återvände Isabelle Sandborg, Jan O. Jansson och Sebastian Dawkins som joker, gästfarmare respektive storbonde under seriens gång.

## Deltagare
| Deltagare                   | År | Bostad       | Sysselsättning      | Resultat                              |
| --------------------------- | -- | ------------ | ------------------- | ------------------------------------- |
| Sebastian Dawkins           | 35 | Helsingborg  | Psykoterapeut       | Lämnade farmen vid avsnitt 2.         |
| Sara Andersson              | 22 | Malmö        | Vårdbiträde         | Lämnade farmen vid avsnitt 3.         |
| Isabelle Sandborg           | 26 | Stockholm    | Arbetssökande       | Förlorade första tvekampen.           |
| Boris Blomdahl              | 46 | Torsås       | Timmerbilschaufför  | Förlorade tredje tvekampen.           |
| Christian "Crille" Leppänen | 26 | Trollhättan  | Filosof             | Förlorade fjärde tvekampen.           |
| Jan O. Jansson              | 52 | Uppsala      | Livsnjutare         | Förlorade femte tvekampen.            |
| Åsa Brennander Petersson    | 32 | Växjö        | Säljare             | Förlorade sjunde tvekampen.           |
| Helena Sjögren              | 38 | Orsa         | Byggnadssnickare    | Lämnade farmen vid avsnitt 38.        |
| Qristina Ribohn             | 49 | Södra Sandby | Drogrådgivare       | Gästfarmare under avsnitt 36–40.      |
| Gottfried Hummler           | 50 | Södertälje   | Kansler             | Förlorade nionde tvekampen.           |
| Lena Halldin                | 41 | Örebro       | Konferenschef       | Lämnade farmen vid avsnitt 45.        |
| Johan Nilsén                | 31 | Nybro        | Studerande          | Förlorade tionde tvekampen.           |
| Emma Kozan                  | 32 | Örebro       | Biståndshandläggare | Fjärde plats, förlorade omröstningen. |
| Daniel Hersén               | 29 | Stockholm    | Systemtekniker      | Tredje plats, förlorade semifinalen.  |
| Abdallah "Abbe" El-Barawany | 22 | Stockholm    | Taxichaufför        | Andra plats, förlorade finalen.       |
| Veronika Larsson            | 34 | Björneborg   | Undersköterska      | Årets farmare                         |

1. 1 2 3  Gottfried, Johan och Åsa bodde ute i skogen mellan avsnitt 16 och 26, och anlände till farmen som utmanare vid avsnitt 26.
2. ↑  Helenas efternamn var Granberg fram tills avsnitt 23 när hon gifte sig på farmen med sin man.
3. ↑  Qristina, tidigare deltagare från första säsongen av Farmen, anlände till farmen som storbonde under avsnitt 36–40.
4. ↑  Utmanarna anlände till farmen innan farmarna vid avsnitt 1, där Gottfried blev vald av Åsa att stanna kvar som storbonde.
5. ↑  Gottfried förlorade andra tvekampen, men återvände till tävlingen tillsammans med de andra utmanarna från skogen vid avsnitt 16.
6. 1 2  Gottfried och Daniel förlorade sjätte respektive åttonde tvekampen, men återvände som kämpar vid avsnitt 39 efter att Helena hade lämnat farmen.

## Veckosammanfattning
Denna säsong skedde en förändring i valet av förstekämpe. Istället för att direkt välja förstekämpe utsåg storbonden en dräng och en piga. De resterande farmarna fick sedan rösta fram en av dem till förstekämpe. Vid lika antal röster fick storbonden lägga en avgörande röst. Efter sjätte veckan återgick valet av förstekämpe till endast storbonden.
| Vecka | Storbonde            | Förstekämpe          | Andrekämpe               | Tvekamp     | Hemskickad               |
| ----- | -------------------- | -------------------- | ------------------------ | ----------- | ------------------------ |
| 1     | Gottfried Hummler    | Isabelle Sandborg    | Veronika Larsson         | Repet       | Isabelle Sandborg        |
| 2     | Abdallah El-Barawany | Gottfried Hummler    | Christian Leppänen       | Husförhöret | Gottfried Hummler        |
| 3     | Jan O. Jansson       | Boris Blomdahl       | Daniel Hersén            | Husförhöret | Boris Blomdahl           |
| 4     | Veronika Larsson     | Daniel Hersén        | Abdallah El-Barawany     | Repet       | Christian Leppänen       |
| 5     | Helena Sjögren       | Jan O. Jansson       | Abdallah El-Barawany     | Repet       | Jan O. Jansson           |
| 6     | Daniel Hersén        | Abdallah El-Barawany | Gottfried Hummler        | Sågen       | Gottfried Hummler        |
| 6     | Daniel Hersén        | Helena Sjögren       | Åsa Brennander Petersson | Repet       | Åsa Brennander Petersson |
| 7     | Lena Halldin         | Johan Nilsén         | Daniel Hersén            | Husförhöret | Daniel Hersén            |
| 8     | Qristina Ribohn      | Gottfried Hummler    | Daniel Hersén            | Sågen       | Gottfried Hummler        |
| 9     | Ingen storbonde.     | Lena Halldin         | Emma Kozan               | Sågen       | Lena Halldin             |
| 9     | Ingen storbonde.     | Daniel Hersén        | Johan Nilsén             | Repet       | Johan Nilsén             |

1. ↑  Utmanarna anlände till farmen innan farmarna vid avsnitt 1, där Gottfried blev vald av Åsa att stanna kvar som storbonde.
2. ↑  Gottfried förlorade andra tvekampen, men återvände tillsammans med de andra utmanarna från skogen vid avsnitt 16.
3. 1 2 3  På grund av en otillåten affärsuppgörelse mellan kämparna Jan O. och Crille, blev de tvungna att välja ställföreträdare till tvekampen istället för dem;
Jan O. valde Daniel och Crille valde Abbe. Storbonden Veronika fick välja tvekamp, vilket blev repet.
4. 1 2  Istället för att välja dräng och piga, skulle storbonden Daniel välja vilka två som skulle gå upp i tvekamp mot utmanarna, vilket blev Abbe och Helena.
5. 1 2  Utmanarna skulle välja en av dem själva att inte gå upp i tvekamp och därmed bli fullständig farmare, vilket blev Johan.
6. 1 2 3 4  Gottfried och Daniel återvände till farmen för att kämpa om en plats tillbaka efter att Helena hade lämnat den.
7. ↑  Qristina, tidigare deltagare från första säsongen av Farmen, anlände till farmen som storbonde under avsnitt 36–40.
8. 1 2 3  Ingen storbonde blev vald inför den nionde veckan. Istället skulle de kvarvarande farmarna välja varsin tjej och kille att bli immuna. De som blev immuna (Veronika och Abbe) skulle välja förstekämpe av samma kön (Veronika valde Lena, Abbe valde Daniel). De som blev kvar blev automatiskt andrekämpar och fick välja tvekamper.
9. ↑  Lena valde att inte delta i tvekampen på grund av sin ryggskada, och lämnade därmed farmen vid avsnitt 45.

### Finalveckan
Juryomröstning
| Finalister                                                        | Hemskickad |
| ----------------------------------------------------------------- | ---------- |
| Abdallah El-Barawany, Daniel Hersén, Emma Kozan, Veronika Larsson | Emma Kozan |

Semifinal
| Finalister           | Tvekamp | Hemskickad    |
| -------------------- | ------- | ------------- |
| Abdallah El-Barawany | Stocken | Daniel Hersén |
| Daniel Hersén        | Stocken | Daniel Hersén |

Final
| Finalister           | Tvekamp     | Årets farmare    |
| -------------------- | ----------- | ---------------- |
| Veronika Larsson     | Husförhöret | Veronika Larsson |
| Abdallah El-Barawany | Husförhöret | Veronika Larsson |

1. 1 2  De tidigare farmarna fick rösta fram en finalist av de kvarvarande finalisterna, samt rösta ut en av finalisterna.
Veronika gick till final efter att ha fått alla fem röster från juryn. Emma blev utröstad efter att ha fått tre röster från Boris, Gottfried och Åsa. Daniel fick resterande två från Isabelle och Johan. Crille och Jan O. blev utkastade från juryn efter att ha försökt sälja deras röster.

## Tittarsiffror
| Vecka | Avsnitt | Datum                       | Tittarsiffror i tusental | Tittarsiffror i tusental | Tittarsiffror i tusental | Tittarsiffror i tusental | Tittarsiffror i tusental | Genomsnitt |
| ----- | ------- | --------------------------- | ------------------------ | ------------------------ | ------------------------ | ------------------------ | ------------------------ | ---------- |
| 1     | 1–5     | 15–19 september 2003        | 855                      | 878                      | 784                      | 886                      | 1 119                    | 904 000    |
| 2     | 6–10    | 22–26 september 2003        | 1 023                    | 1 011                    | 890                      | 848                      | 1 419                    | 1 038 000  |
| 3     | 11–15   | 29 september–3 oktober 2003 | 974                      | 921                      | 1 105                    | 993                      | 1 470                    | 1 093 000  |
| 4     | 16–20   | 6–10 oktober 2003           | 1 114                    | 1 131                    | 1 125                    | 1 104                    | 1 409                    | 1 178 000  |
| 5     | 21–25   | 13–17 oktober 2003          | 1 165                    | 1 271                    | 1 156                    | 1 161                    | 1 562                    | 1 263 000  |
| 6     | 26–30   | 20–24 oktober 2003          | 1 176                    | 1 195                    | 1 215                    | 1 174                    | 1 507                    | 1 253 000  |
| 7     | 31–35   | 27–31 oktober 2003          | 1 176                    | 1 160                    | 1 142                    | 1 075                    | 1 375                    | 1 186 000  |
| 8     | 36–40   | 3–7 november 2003           | 1 301                    | 1 333                    | 1 419                    | 1 196                    | 1 568                    | 1 363 000  |
| 9     | 41–45   | 10–14 november 2003         | 1 347                    | 1 325                    | 1 367                    | 1 186                    | 1 459                    | 1 337 000  |
| 10    | 46–50   | 17–21 november 2003         | 1 383                    | 1 397                    | 1 480                    | 1 363                    | 1 835                    | 1 492 000  |

Källa: MMS

## Källhänvisningar
1. ↑  ”Årets Farmendeltagare”. TV4-Gruppen. http://www.tv4gruppen.se/Templates/TV4Gruppen/Pages/StandardPage.aspx?id=6691&epslanguage=sv. Läst 5 februari 2017.
2. ↑  ”MMS”. Arkiverad från originalet den 16 april 2014. https://web.archive.org/web/20140416190856/http://mms.se/hottop/hottop.asp. Läst 6 december 2015.